# Poa uruguayensis
Poa uruguayensis là một loài cỏ trong họ hòa thảo, thuộc chi poa.